# Groß Pravtshagen
Groß Pravtshagen ist ein Ortsteil der Gemeinde Upahl im Landkreis Nordwestmecklenburg in Mecklenburg-Vorpommern.

## Geografie und Verkehrsanbindung
Groß Pravtshagen liegt nördlich des Kernortes Upahl. Westlich des Ortes verläuft die Landesstraße L 03 und südlich die A 20.

## Sehenswürdigkeiten
In der Liste der Baudenkmale in Upahl ist für Groß Pravtshagen kein Baudenkmal aufgeführt.